# 池愛里
池 愛里（いけ あいり、1998年9月12日 - ）は、日本の元競泳選手。50m自由形クラスS10、50mバタフライクラスS10アジア記録保持者。

## 来歴
元来スポーツ好きの少女だったが、9歳で患った左大腿滑膜肉腫の後遺症のために、左足首を回したり動かしたりすることができなくなった。そのため、泳ぐにあたっては左足に特製装具の装着が不可欠となるも、リハビリの一環として本格的に水泳を始めた。障害者手帳の申請を自ら行った14歳の折に、パラリンピックに出場できる可能性を知り、身体を動かす喜びを実感しながら水泳にいそしんだ。
2012年に全国障害者スポーツ大会茨城県予選に出場したのを皮切りに、次々と日本記録を更新してパラアスリートとしての実績を重ねてゆく。東京成徳大学高等学校1年時には2014年アジアパラ競技大会に出場し、50m自由形クラスS10において、アジア新記録で優勝した。
2016年9月に開催されたリオデジャネイロ・パラリンピックの競泳競技、100ｍ背泳ぎクラスS10をはじめ7種目に出場し、うち400mリレーで6位に入賞した。
2017年に、日本体育大学体育学科に進学。名門として著名な水泳部に所属し、2020年東京パラリンピックへ照準を定め、室内25mプールでオリンピック選手と同じ練習メニューをこなす。大会に出場するたびに50mバタフライクラスS10のアジア記録樹立を始め、数々の種目において自己ベストを更新し続けた。
2019年7月に自転車で走行中に車にはねられ、軸足だった右足を負傷するなどの骨折と全身打撲で全治2カ月の重傷を負う。加えて8月には声が出せなくなり、心因性失声症および重度のうつ状態と診断された。辛い状況のなかでも、9月には少しずつ練習を再開するとともに、近畿大学水泳部に練習の拠点を移して、翌年3月に実施される予定だった2020年東京パラリンピック選考会に向けて努力を重ねた。2020年4月に近畿大学に転学。
しかし、7月26日に自身のツイッターにて、うつ病を発症した昨夏より希死念慮に苛まれ続け、薬なしに正常な状態を保てなくなったことや、水泳から離れるべきとの主治医からの指示を受けた結果、うつ病の治療に専念して新しい人生を歩んでいく決意を固め、現役引退することを表明した。

## クラス分け
| 泳法         | クラス |
| ------------ | ------ |
| 自由形       | S10    |
| 背泳ぎ       | S10    |
| バタフライ   | S10    |
| 平泳ぎ       | SB9    |
| 個人メドレー | SM10   |